# 尤韦连·马丁内斯
尤韦连·马丁内斯（西班牙語：Yuberjen Martínez，1991年11月1日—），哥伦比亚男子拳击运动员。他曾代表哥伦比亚参加2016年和2020年夏季奥林匹克运动会拳击比赛，其中2016年奥运会获得一枚银牌。